# Наночастици
Наночастици (nano particles, quantum dots) са частици от различни материали с размер от 1 до 100nm.[източник? (Поискан преди 1 ден)] В случай, че са от полупроводников материал например, те се наричат квантови точки.
Известни са т. нар. наночастици с „магически“ размер – там настъпва рязък преход в свойствата. Интересен е фактът, че за някои материали се наблюдават по няколко такива прехода.
Учени от университета в Торонто са разработили частици, чрез които ще се постигне лесен и евтин начин за нощно виждане.[източник? (Поискан преди 1 ден)]
Тези наночастици, получени по проект, ръководен от проф. Тед Сарджънт, реагират на невидимите за човешкото око инфрачервени лъчи. Известно е, че дължината на вълната на инфрачервените лъчи е извън обхвата на окото. А също като слънчевите панели тези частици могат да натрупват енергия за определени цели.
Със съвременните светлочувствителни камери и биноклите за нощно виждане се получава изображение в инфрачервения спектър, но използваните в тях полупроводници се произвеждат по доста трудоемка технология и са много скъпи.
Според проф. Сарджънт частиците ще могат да се прибавят като съставка на защитни покрития, тъкани или пластмаси, като по този начин значително ще се намалят производствените разходи. Специално обработеният обектив на камерата ще заснема кадри на тъмно, като улавя инфрачервеното излъчване. Стени, покрити с чувствителна към инфрачервени лъчи боя, ще реагират на появата на неканени гости или животни само по телесната им температура.
| „ | Вие виждате нещата около вас не защото свети слънцето, а заради топлинното им излъчване. Военните вече работят по темата, но за хора като вас и мен това е доста скъпо развлечение | “ |

, казва Сарджънт. Има вероятност за три до пет години технологията да бъде внедрена в производство.
Едно неочаквано предимство на тези частици е свойството им да улавят енергията на инфрачервените вълни от слънчевата светлина и да я превръщат в електричество. Тази възможност може да спомогне за усъвършенстването на гъвкавите слънчеви клетки. Много компании, сред които Konarka Technologies, правят опити за замяна на неподвижните и доста непривлекателни на вид слънчеви панели от кристалин с пластмасови, които да могат дискретно да се монтират на покрива или на някоя от стените на сградата.
Недостатък на сегашните полимерни слънчеви клетки, които акумулират енергия от видимия спектър, е тяхната ниска ефективност. Експериментално е постигнато превръщане на слънчевата енергия в електрическа на не повече от 3 до 12 % от общия поток, попадащ върху полимерния панел.
Чрез добавяне на инфрачервените частици полимерните слънчеви клетки ще могат да постигнат превръщане на до 30 % от попадащата върху тях слънчева светлина, смята професорът от Станфордския университет Петер Пойманс, който лично е участвал в някои от експериментите в Торонто.
| „ | Половината от слънчевата енергия, достигаща Земята, е в невидимата за човешкото око част от спектъра. Това, което успяхме да постигнем, е чрез специален вид пластмаса да може да се улови инфрачервената част от спектъра“ | “ |

, пояснява проф. Сарджънт.
Тайната съставка, която позволява едновременно да се вижда на тъмно и да се улавя енергията на слънчевата светлина, е… въглерод. Чувствителните към инфрачервените лъчи нанокристали се състоят от осем атома въглерод, свързани верижно. Въглеродът е основният елемент на нанотръбите – това са устойчиви електрически активни частици, които някой ден ще намерят приложение в самолетостроенето и полупроводниковата индустрия.